# Otto Barić (arhitekt)
Otto Barić (Zagreb, 1958.) hrvatski je arhitekt.
Njegov djed bio je gastarbajter u Austriji i radio je u tvornici papira kraj Klagenfurta, a otac Otto Barić bio je poznati nogometni trener i izbornik hrvatske nogometne reprezentacije.
Diplomirao je na Arhitektonskom fakultetu Sveučilišta u Zagrebu 1983. godine. Autor je brojnih projekata poput Zagrebtowera, sportskih stadiona u Dohi u Kataru, najvišeg nebodera u Hrvatskoj Dalmatia Towera u Splitu te brojnih drugih projekata kao što su trgovački centar City Centar One u Zagrebu (2006.), IGH toranj u Zagrebu (2007.), stambeno poslovna zgrada Ban centar u Zagrebu (2007.), trgovački centar City Centar One East Zagreb i dr.
Planirao je biti kandidat za gradonačelnika Zagreba na izborima 2021. godine, ali je odustao od kandidature. Izabran je kao zastupnik Gradske skupštine na listi stranke Bandić Milan 365 – Stranka rada i solidarnosti.
Bio je nositelj liste na prvim demokratskim izborima za novi saziv klupske Skupštine Dinama, ali nije pobijedio.